# يسبر باركر
يسبر باركر (18 أبريل 1984 - ) هو لاعب كرة يد السويد في مركز حارس مرمى ‏. شارك في الألعاب الأولمبية الصيفية 2012. ولعب مع IK Sävehof ‏.

## وصلات خارجية
- يسبر باركر على موقع أوليمبيديا (الإنجليزية)
- يسبر باركر على موقع اللجنة الأولمبية البريطانية (الإنجليزية)